# Presidio de las Cuatro Torres
El Presidio de las Cuatro Torres o Penal de la Carraca fue una cárcel de la Armada Española construida en 1765 de estilo neoclásico, situada en un islote del Arsenal de la Carraca, en San Fernando, Cádiz, siendo uno de los edificios más importantes del arsenal. Durante la guerra de la independencia fue prisión de afrancesados, franceses y del héroe revolucionario Francisco de Miranda. En la guerra civil española y con la dictadura de Francisco Franco se utilizó como cárcel para presos políticos.

## Situación
El Penal de las Cuatro Torres se encuentra en el islote de Santa Lucía, al nordeste del Arsenal de la Carraca de la Armada Española, bañado por las aguas del caño de la Culebra y frente a la isla Bernal y la antigua salina Santa Gertrudi.

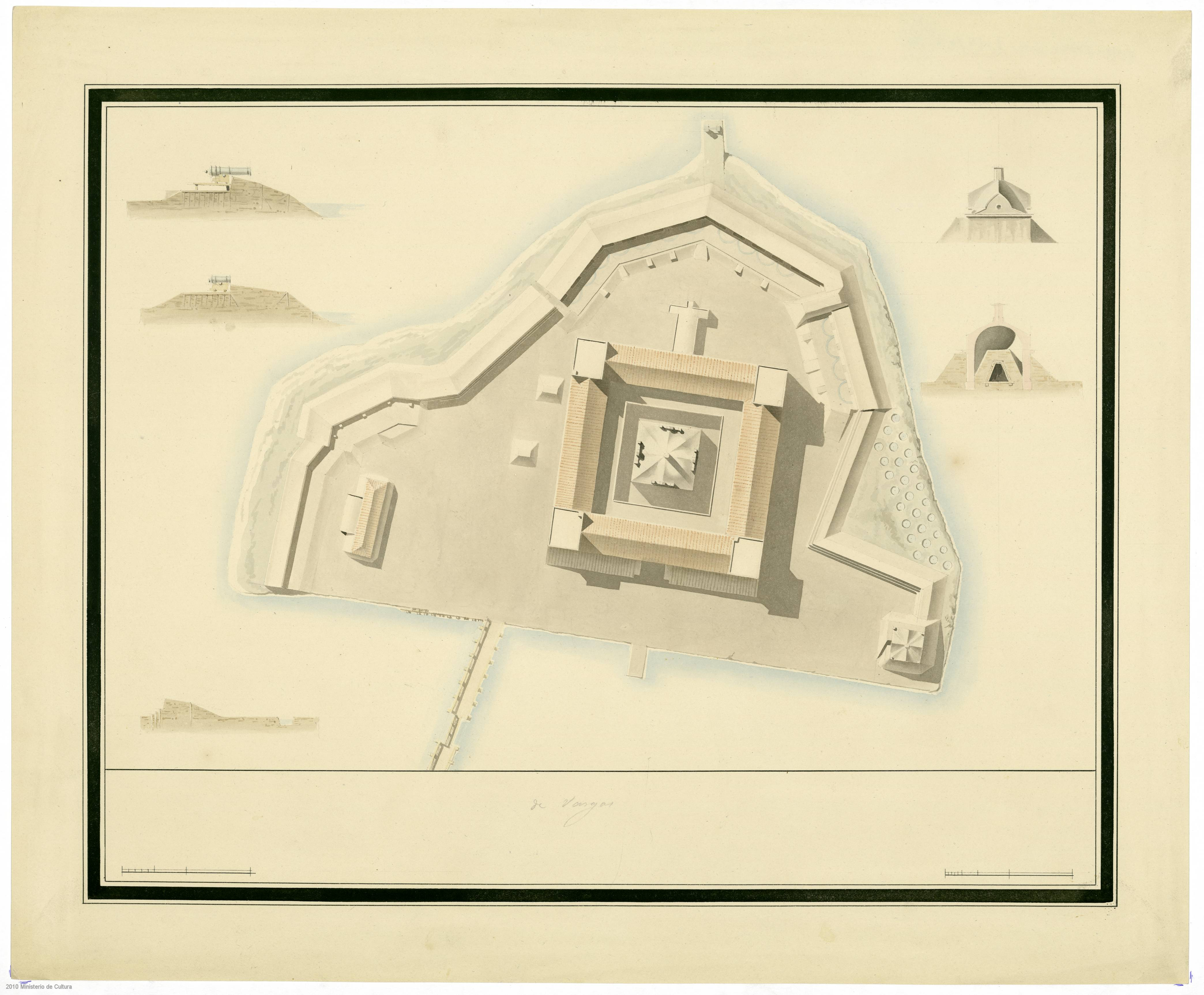
Islote de Santa Lucía en 1814. La edificación regular es el presidio y está rodeado por una barrera y unido por un puente de madera al resto del arsenal.

## Historia

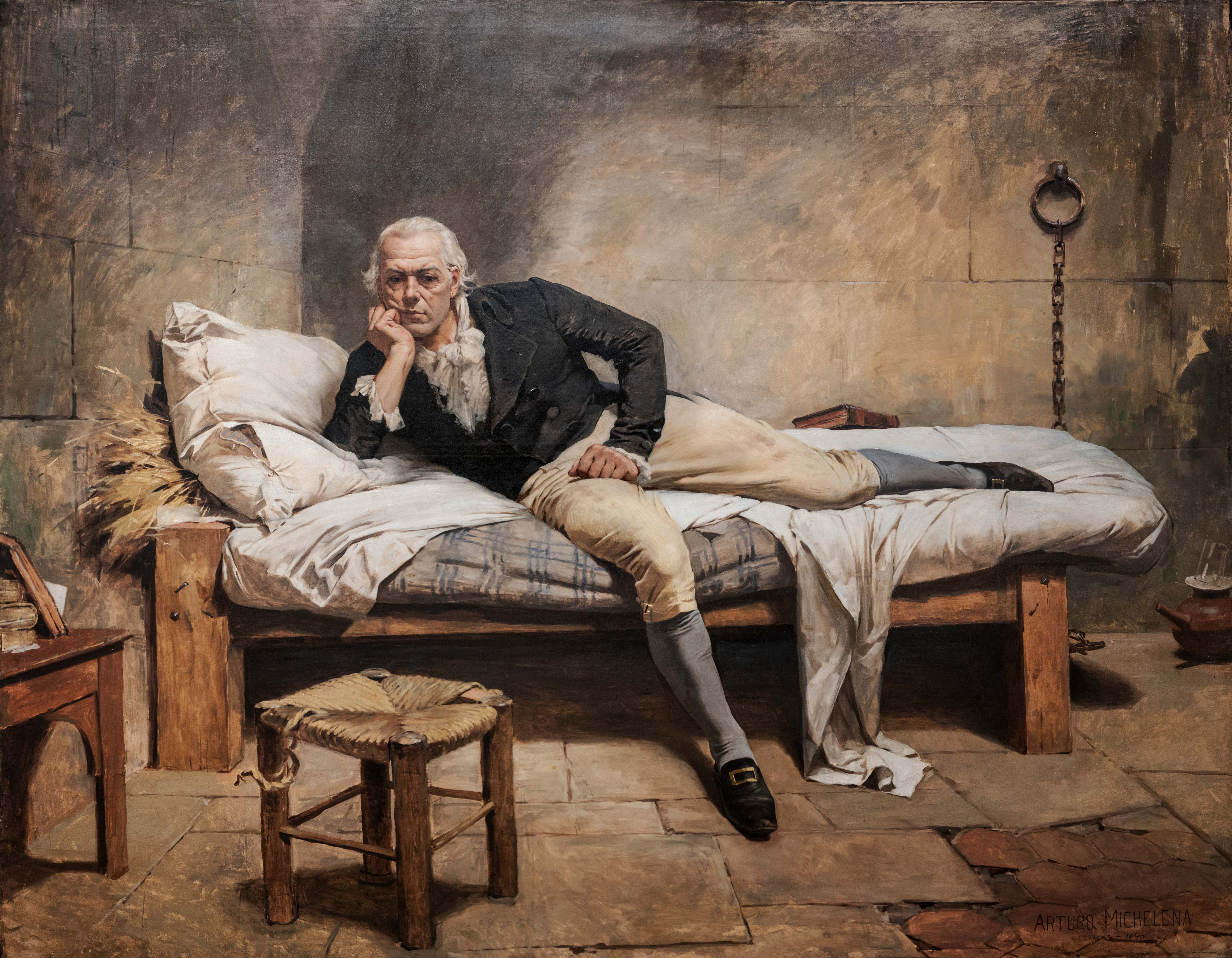
"Miranda en La Carraca", Arturo Michelena; Últimos días de Miranda en prisión en San Fernando, cuadro historicista de 1896: Óleo sobre tela – 196.6 x 245.5 cm. Galería de Arte Nacional, Caracas, Venezuela.

### Origen y construcción
A mediados del siglo XVIII, el Reino de Carlos III (1759-1788) estaba en crisis por la entrada en la Guerra de los Siete Años (1756-1763) por el Tercer Pacto de Familia. En el arsenal de La Carraca, construido a partir de 1717 por el impulso de José Patiño Rosales, un colectivo de marginados como esclavos moros y turcos, desterrados y vagabundos, eran la mano de obra gratuita o muy barata para realizar los trabajos más duros.
En 1763 hubo un intento de sublevación de presidiarios que obligó a la construcción por prisioneros del presidio de las Cuatro Torres ubicado en el futuro centro del recinto del Arsenal de la Carraca. Este pabellón fue un proyecto elaborado por Juan Cevada, aprobado el 24 de junio de 1763, con presupuesto firmado por Ciprián Autrán, siendo el plano de construcción revisado y firmado por José Barnola, que solo recomendó ampliar la cocina y mejorar la cimentación. Las obras fueron concluidas a principios de 1765.
El coste total del proyecto supuso 397.010 reales de vellón. De ellos, 304.170 rr. vn. (77 por 100) correspondían a los materiales y los 92.840 rr. vn. restantes (23 por 100) a mano de obra. Analizando brevemente los materiales, se observa que el porcentaje mayor (53 por 100) recae sobre las maderas, seguidas a bastante distancia por la piedra (20 por 100) y la cal (19 por 100).

### Periodo revolucionario
En esta prisión estuvo preso el militar venezolano, héroe de la revolución francesa, de la Independencia de los Estados Unidos y posteriormente en la Independencia de Venezuela, Francisco de Miranda, quien murió el 14 de julio de 1816 a los 66 años de edad por un ataque cerebrovascular, complicado con fiebres altas, escorbuto y hemorragia bronquial. Una pintura al óleo del pintor venezolano Arturo Michelena, con el título Miranda en la Carraca (1896), retrata al héroe en la cárcel Cuatro Torres en donde murió.
El 13 de marzo de 1860 hay constancia de la fuga y la desaparición posterior del prisionero Juan de la Cruz Ruiz, aprovechando un descuido durante la misa diaria que se celebraba.

### Los últimos cien años
En 1911 se produjo el motín en la fragata Numancia en aguas de Tánger, los marineros declarados culpables fueron encarcelados en el presidio. 
Tras el fallido golpe de Estado a la Segunda República en 1936, comienza la guerra civil española (1936-1939) y la posterior dictadura de Francisco Franco. En esta época, la prisión fue utilizada para crímenes de lesa humanidad como cárcel para presos políticos y sus alrededores como zona de fusilamientos y posteriores enterramientos en fosas comunes.
Durante la guerra se produce un enfrentamiento en el arsenal de La Carraca entre los cañoneros Lauría y Cánovas del Castillo fieles a la república y rebeldes al gobierno. El primero fue hundido desde tierra (reflotado y en servicio a finales de 1936) y el segundo se rindió tras ser bombardeado. Muchos de los supervivientes fueron apresados en las Cuatro Torres y bastantes de ellos posteriormente fusilados.

### Rehabilitación
Recientemente, en 2019, se inicia el proceso de rehabilitación del edificio, con el objetivo de servir como hospedaje para la delegación saudí durante su proceso de formación en las nuevas corbetas construidas para Arabia Saudí en el Arsenal de la Carraca. El proceso de rehabilitación y reforma finalizó a principios del año 2021.